# Andrzej Turos
Andrzej Turos – profesor nauk fizycznych, zajmuje się fizyką materiałów, a zwłaszcza zastosowaniami implantacji jonów i analizą powierzchni przy pomocy technik jonowych takich jak RBS i NRA. Pracuje w Narodowym Centrum Badań Jądrowych.

## Życiorys
W roku 1961 ukończył studia na Politechnice Warszawskiej na Wydziale Łączności, specjalność Elektroniczna Aparatura Jądrowa. Pracę doktorską pod tytułem „Badanie warstw powierzchniowych metodą kulombowskiego rozpraszania ciężkich cząstek naładowanych” obronił w Instytucie Badań Jądrowych w 1969 roku. W roku 1978 na podstawie rozprawy „Mikroanaliza Jądrowa” otrzymał w Instytucie Badań Jądrowych stopień naukowy doktora habilitowanego.
W roku 1992 uzyskał tytuł profesora. W latach 1986–1992 pełnił funkcję Kierownika Zakładu Reakcji Jądrowych w Instytucie Problemów Jądrowych.
Pozostając w Instytucie Problemów Jądrowych przekształconym w roku 2011 w Narodowe Centrum Badań Jądrowych, w latach 1994–2019 pracował równolegle w Instytucie Technologii Materiałów Elektronicznych w Warszawie gdzie w latach 1994–2017 pełnił funkcję kierownika Zakładu Badań Mikrostrukturalnych. W okresie 2017–2019 był Kierownikiem Laboratorium Badań Strukturalnych i Charakteryzacji Materiałów. Pracuje w Narodowym Centrum Badań Jądrowych.

## Zainteresowania naukowe
Jego zainteresowania naukowe obejmują: fizykę materiałów, a w szczególności fizykę półprzewodników. Jest jednym z pionierów, w skali światowej, zastosowań implantacji jonów wysokich energii do modyfikacji materiałów oraz metod analizy warstw powierzchniowych materiałów w oparciu o kulombowskie rozpraszanie wysokoenergetycznych lekkich jonów (RBS – Rutherford Backscattering Spectroscopy) i reakcji jądrowych (NRA – Nuclear Reaction Analysis). W jego dorobku szczególnie ważne znaczenie zajmuje opracowanie metod analizy widm kanałowania jonów metodą symulacji komputerowych wykorzystujących metodę Monte Carlo.

## Praca naukowa
Pracował jako profesor wizytujący w licznych laboratoriach zagranicznych takich jak: California Institute of Technology (USA), Uniwersytet Paryski, Centrum Badań Jądrowych w Karlsruhe (Niemcy), Europejskim Instytucie Pierwiastków Transuranowych i Narodowym Centrum Badań Materiałowych w Brindisi (Włochy). Jest autorem bądź współautorem ponad 360 publikacji w czasopismach naukowych o zasięgu międzynarodowym.
Był promotorem 15 rozpraw doktorskich.